# Maratona aquática no Campeonato Europeu de Esportes Aquáticos de 2014 - 25 km masculino
Os 25 km da maratona aquática masculina da maratona aquática no Campeonato Europeu de Esportes Aquáticos de 2014 foi realizada no dia 17 de agosto em Berlim, na Alemanha.

## Calendário
| Fase  | Data         | Hora  |
| ----- | ------------ | ----- |
| Final | 17 de agosto | 09:00 |

Todos os horários estão no horário local (UTC+1)

## Medalhistas
| Ouro               | Prata                 | Bronze                 |
| Axel Reymond (FRA) | Evgeny Drattsev (RUS) | Edoardo Stochino (ITA) |

## Resultados
A prova foi realizada no dia 17 de agosto ás 09:00.
| Pos.              | Nadador              | Nacionalidade | Tempo     |
| ----------------- | -------------------- | ------------- | --------- |
| Medalha de ouro   | Axel Reymond         | França        | 4:59:18.8 |
| Medalha de prata  | Evgeny Drattsev      | Rússia        | 4:59:31.2 |
| Medalha de bronze | Edoardo Stochino     | Itália        | 5:08:51.0 |
| 4                 | Andreas Waschburger  | Alemanha      | 5:08:52.6 |
| 5                 | Mario Sanzullo       | Itália        | 5:09:02.8 |
| 6                 | Alexander Studzinski | Alemanha      | 5:09:42.6 |
| 7                 | Yuval Safra          | Israel        | 5:10:09.6 |
| 8                 | Marcel Schouten      | Países Baixos | 5:10:48.4 |
| 9                 | Christopher Bryan    | Irlanda       | 5:12:40.1 |
| 10                | Valerio Cleri        | Itália        | 5:12:53.5 |
| 11                | Shahar Resman        | Israel        | 5:14:14.7 |
| 12                | Jan Pošmourný        | Chéquia       | 5:22:36.2 |
| 13                | Vit Ingeduld         | Chéquia       | 5:24:57.3 |
| 14                | Georgios Arniakos    | Grécia        | 5:25:45.9 |
| —                 | Marin Milan          | Croácia       | DNF       |
| —                 | Karel Baloun         | Chéquia       | DNF       |
| —                 | Daniel Székelyi      | Hungria       | DNF       |
| —                 | Christian Reichert   | Alemanha      | DSQ       |